# Calamar (ort i Guaviare, lat 1,96, long -72,65)
Calamar är en ort i Colombia.   Den ligger i departementet Guaviare, i den centrala delen av landet, 300 km sydost om huvudstaden Bogotá. Calamar ligger 221 meter över havet och antalet invånare är 3 745.
Terrängen runt Calamar är platt. Runt Calamar är det mycket glesbefolkat, med 2 invånare per kvadratkilometer. Omgivningarna runt Calamar är en mosaik av jordbruksmark och naturlig växtlighet.